# Softdisk
Softdisk ist ein Dienstleistungsunternehmen im Onlinebereich und ehemaliger Verlag für Computerspiele, der 1981 in Shreveport, Louisiana gegründet wurde.
Zuerst verkaufte sie monatlich eine Diskette mit Software für Apple II und Commodore 64, später dann auch für den IBM-PC und den Apple Macintosh, danach für den Apple IIgs und Microsoft Windows. Zudem brachte Softdisk das Screen Saver Studio heraus, das nun von Flat Rock Software vertrieben wird. Im Jahr 1989 veröffentlichte Softdisk für den C64 unter dem Label Loadstar/Softdisk Publishing, Inc. das erste Sudoku-Computerspiel mit dem Namen Digithunt.
Bekannt wurde Softdisk vor allem dadurch, dass die späteren id-Software-Gründer John Carmack und John Romero dort ihre ersten großen Titel programmierten. Auf einer speziellen Diskette, die alle zwei Monate erschien, veröffentlichten sie Titel wie Hovertank 3D, Rescue Rover und Keen Dreams. Die hauptsächlich von Carmack geschriebenen Engines wurden später für andere Spiele verwendet.
Ab 1995 firmierte Softdisk als Internetprovider, Webhoster sowie Webentwickler. In dieser Branche operiert die Firma bis heute.